# Combate del puente Murrell
El Combate del Puente Murrell fue una emboscada sucedida la noche del 6 y 7 de junio por parte de las tropas británicas que sorprendió un grupo de comandos de la Compañía de Comandos 601. Los argentinos habían salido para explorar el puente sobre el río Murrell. El enfrentamiento duró aproximadamente 40 minutos sin registrarse bajas, terminando con la retirada de las fuerzas británicas, dejando detrás de sí enorme cantidad de cartografía, papeles, un radio comunicador y una bandera del Reino Unido.

## Antecedentes
A fines de mayo de 1982, varios paracaidistas del 3.er Batallón de Paracaidistas (Compañía D, 3 PARA), comandados por el Capitán Matthew Selfridge e Ingenieros Paras del Capitán Robbie Burns, fueron transportados hacia Estancia House para así establecerse en el Río Murrell.
En contraposición, la Compañía B helitransportada del Mayor Oscar Ramón Jaimet, quienes tenía patrullas adelantadas alrededor de la cresta de The Saddle (La Silla) cerca del puente de Murrell, y el segundo Pelotón de Fusileros del Subteniente Aldo Eugenio Franco, tuvieron un corto intercambio de fuego con los paracaidistas de Selfridge después de que uno de sus soldados descubrió la presencia de ellos.
El Pelotón 4 del Teniente Ian Bickerdike del 3 PARA estableció una base de patrullas cerca del Puente de Murrell durante la noche del 3 de junio, pero pronto fueron descubiertos al amanecer por el capitán Carlos Alfredo López Patterson y los hombres del pelotón de fusileros del subteniente Miguel Mosquera Gutiérrez en Dos Hermanas Norte, quienes dispersaron a los paracaidistas con fuego de ametralladoras y apoyo de los morteros del teniente Luis Carlos Martella. Según el Cabo Ned Kelly: 

El comandante del pelotón estaba a 300 metros al otro lado del puente, a unos 600 metros detrás de nosotros. Cuando le pedí que nos sacara, se negó, diciendo que el fuego enemigo no era efectivo. Le dije que debería traer su maldito culo adelante a nuestro lado del río y probarlo porque nos parecía bastante efectivo. Yo tenía una patrulla de seguridad a 500 metros de distancia en terreno muerto. Los argentinos empezaron a batirlos con morteros, persiguiéndolos a nuestras posiciones. Luego entró su artillería en acción.

Tras ambas retiradas, los capitanes Selfridge y Burn marcharon con varios hombres a la zona del río Murrell para así lograr conquistar la zona del puente, estableciendo las patrullas del Sargento Ian Addle y Cabo Peter Higgs en el lugar junto con algunos Ingenieros Paras, quienes fueron reforzados en la noche del 6 al 7 de junio por las patrullas pertenecientes a los Cabos Peter Hadden y Mark Brown de la Compañía D.
Para este tiempo el mayor Jaimet, jefe de la posición antitanque en el valle entre los montes Longdon y Dos Hermanas, también venía informando de la presencia de tropas enemigas a lo largo del río Murrell. Eso hizo pensar a los jefes de las fuerzas especiales argentinas en Puerto Argentino, que había una buena oportunidad para llevar a cabo una incursión exitosa contra el Puente Murrell.
En vista de ello, el Mayor Mario Luis Castagneto, al creer que la cantidad de paracaidistas era mínima, envió una patrulla de 11 hombres de la Compañía de Comandos 601 y dos miembros del escuadrón de Gendarmería Nacional, con el objeto de llevar a cabo una emboscada contra los británicos. Para esa operación, fue convocado el teniente 1.º Fernando García Pinasco, a quien se le encargó cruzar el río Murrell antes de llegar al puente, para sorprender a los británicos donde menos lo esperaban.
El mayor Ricardo Mario Cordón (segundo jefe del Regimiento de Infantería 4) recibió la orden de apoyar a la fuerza de comandos y en la noche del 6 al 7 de junio, el Cabo Oscar Nicolás Albornoz Guevara junto con ocho soldados conscriptos (incluyendo Orlando Héctor Stella, el radio operador) de la Compañía C en Dos Hermanas, cruzaron el río Murrell y alcanzaron la retaguardia de la posición enemiga del puente Murrell donde observaron varios vehículos británicos, pero la patrulla argentina pronto cayó bajo fuego del pelotón de morteros del 3 PARA y tuvo que retirarse.

## El enfrentamiento
La operación se puso en marcha en la noche del 6 de junio. La primera parte de la operación consistió en llevar al segundo jefe de la Compañía de Comandos 601, Capitán Rubén Teófilo Figueroa, como oficial agregado del Puesto de Comando de su unidad. Al alcanzar las posiciones de la Compañía B del mayor Jaimet, García Pinasco decidió dejar uno de los Land Rover a cargo del sargento Alarcón Ferreyra para que cumpliera funciones de oficial de enlace de la artillería argentina en Puerto Argentino.
Al llegar al puesto de comando entre los montes Longdon y Dos Hermanas, el Mayor Jaimet les corroborando que no se había detectado movimiento enemigo sobre el objetivo y que la zona parecía despejada. Por esa razón, quince minutos después reemprendieron la marcha a través de un campo minado, guiados por el Teniente Marcelo Alejandro Anadón.
Fueron bordeando el río hasta alcanzar un recodo que este formaba a tres kilómetros de las posiciones argentinas. En ese lugar, el grupo se dividió en dos, una patrulla de exploración integrada por el Teniente Anadón, el Sargento 1.º Ramón Vergara y el Sargento José Rubén Guillén, que debería cruzar la parte baja en el río para seguir el desplazamiento por la orilla opuesta (la oeste) y el grueso de la tropa, que lo haría por la misma ruta, evitando constituir un blanco rentable ante posibles emboscadas. Después de una hora y media de marcha, el Teniente Anadón ordenó hacer alto porque a lo lejos parecía brillar algo. Guillen comentó que podía tratarse del reflejo de la luna en el agua, con lo que siguieron la marcha. El brillo en cuestión era el reflejo de la luna sobre el poncho impermeable de un soldado paracaidista. Así llegaron al puente del río Murrell.
Figueroa, por su parte, designó a cuatro comandos para que cruzasen el río y se apostasen del otro lado a modo de avanzada, dejando detrás al escalón de asalto y el de reserva. Se cruzó el puente y se ubicó con sus hombres detrás de un montículo de piedras que les serviría de protección. Después regresó y le ordenó a Anadón que se les uniese. El oficial obedeció y seguido por el Sargento 1.º Vergara llegó donde se encontraba la avanzada. Por su parte, García Pinasco y el Sargento Guillen, se encaminaron hacia las mencionadas piedras, a la izquierda del puente y desde allí hicieron puntería con sus fusiles, comprobando que se trataba de una buena ubicación. Cuando los argentinos menos se lo esperaban, dio comienzo el combate. En plena obscuridad, los paracaidistas del Capitán Matthew Selfridge abrieron fuego desde la elevación rocosa que ocupaban a 70 metros, delante del puente, obligando a la gente de García Pinasco a arrojarse cuerpo a tierra y responder. Eran las 06.45 horas.
Hubo un primer momento de sorpresa pero una vez superado, se generó un violento intercambio de fuego que saturó de trazadoras el lugar. El sargento Ayudante Rubén Poggi, García Pinasco y el Sargento 1.º Miguel Ángel Tunini cruzaban el puente a todo correr, cuando Poggi fue alcanzado por un disparo en la pierna y cayó herido. Mientras Tunini intentaba socorrerlo, el Sargento Guillen disparaba con su ametralladora MAG mientras sus compañeros lo hacían desde diferentes posiciones. Eso distrajo la atención de los británicos que forzados por la situación, cambiaron la orientación de sus armas intentando neutralizarla, cosa que alivió la situación de los comandos adelantados, quienes se hallaba peligrosamente expuesto, permitiéndoles mejor cobertura.
Anadón comprobó por la radio, que todo el personal se encontraba bien y mucho más aliviado, se desplazó junto al Sargento 1.º Ramón Vergara hacia otra leve ondulación del terreno, desde donde disparó una granada de fusil PDEF 40 mm que cayó en medio de la posición principal británica.
Los comandos argentinos se lanzaron al contraataque, en primer lugar Figueroa, que enardecido por la adrenalina inició una carrera extremadamente temeraria, sin dejar de disparar, seguido por García Pinasco, Anadón y detrás de ellos, Vergara, Suárez, Quinteros y dos comandos de la Gendarmería Nacional, Sargento Ayudante Natalio Jesús Figueredo y Sargento Miguel Víctor Pepe.
Los comandos se lanzaron a la carrera hacia las posiciones de ametralladoras enemigas, gritando para darse ánimo mientras que los conscriptos del Teniente Luis Carlos Martella en Dos Hermanas Norte abrieron fuego efectivo con sus morteros contra los paracaidistas ahora en retirada. 
En la corrida, Anadón superó a sus compañeros y fue el primero en alcanzar la posición británica que para entonces, había sido abandonada.
Según el cabo Mark Hunt: 

Vimos bastante gente en el valle que venía hacia nosotros y los enganchamos. Tenían un apoyo masivo de fuego con ametralladoras calibre .50  y 7.62mm y nos reventaron, llovía balas y nos vimos obligados a retirarnos.

Tras la retirada de las fuerzas británicas, se encontró que habían abandonado mucho equipo: ocho bolsas de dormir, igual número de mochilas, dos cascos de acero, una boina con las insignias del 3 Para, una máquina fotográfica con su rollo a medio usar, una radio PRC-351 encendida y una bandera del Reino Unido.
Ocupado el campamento, el Teniente Anadón, como oficial de comunicaciones, pasó la frecuencia al suboficial de enlace y este hizo lo propio con la capital, estableciendo contacto con el Capitán Pablo Llanos. Y fue el mismo Llanos quien les informó que minutos antes se había captado un desesperado pedido de auxilio, a través del cual, el enemigo solicitaba de manera urgente la presencia de un helicóptero para evacuarlos.
Los comandos no tardaron en corroborar la información ya que a poco de cortar, vieron a lo lejos una bengala blanca y casi enseguida a un Sea King que se posaba en tierra para evacuar inmediatamente a los británicos, pero no sin antes que un miembro de la patrulla de Hadden abriera fuego erróneamente contra los hombres del Sargento Pettinger. Por esa razón, se decidió cargar el equipo capturado y se retiraron a una distancia de 500 metros, donde hallaron un grupo de rocas que les proporcionó refugio seguro.
Después de apostar una guardia, García Pinasco, Anadón y Tunini regresaron la zona del combate para recorrer sus alrededores en busca de heridos y algún otro material abandonado. Pero no hallaron nada, clara evidencia de que el helicóptero enemigo había evacuado al total de los integrantes de la patrulla adelantada y que la zona se hallaba desierta.
El único comando argentino herido fue el sargento ayudante Rubén Poggi, a quien evacuaron en moto a la retaguardia, donde fue atendido por el capitán médico Pablo Llanos.
La patrulla de comandos argentinos permaneció en el lugar toda la mañana, observando el movimiento enemigo entre los Montes Kent y Estancia. Los comandos argentinos solicitaron fuego de artillería para batir las posiciones enemigas y el fuego argentino cayó alrededor del pelotón de marines reales del Teniente Andy Shaw del  Batallón de Comandos 45, los que fueron enviados a poner en marcha un jeep ligero Land Rover estancado en Monte Kent. Los hombres del Teniente Shaw se vieron obligados a abandonar al vehículo cerca de la cima del Monte Kent al caer bajo el fuego de la artillería argentina.
Poco después del anochecer, la 3.ª Sección Asalto bajo el mando del capitán Jorge Eduardo Jándula se hizo a cargo de la posición del puente Murrell y estableció otra emboscada en la noche del 7 al 8 de junio. Durante su periodo ahí, los comandos argentinos descubrieron otra posición británica evacuada, que había escapado la atención de los hombres del Capitán Figueroa.

## Documental
El 2 de abril de 2017 se estrenó el documental independiente "La batalla del puente Murrell", estrenada en conmemoración del Día del Veterano y de los Caídos en la Guerra de Malvinas. El trabajo se basa en los testimonios de los integrantes de la Compañía de Comandos 601 del Ejército Argentino.